# Џорџ Сорос
Џорџ Сорос (енгл. George Soros; Будимпешта, 12. август 1930), често правописно неправилно као „Сорош”, амерички је инвеститор и филантроп јеврејског порекла. Оснивач је Фондације за отворено друштво. Живи у Њујорку.
Познат је по разбијању Банке Енглеске након што је продао фунту стерлинга у вредности од 10 милијарди америчких долара, што му је донело профит од милијарду долара, током валутне кризе у Уједињеном Краљевству 1992. године познате као Црна среда. На основу својих раних студија филозофије, формулисао је општу теорију рефлексивности за тржишта капитала, да би пружио увид у балоне имовине и фундаменталну/тржишну вредност хартија од вредности, као и неслагања вредности која се користи за кратке акције и замену акција.
Подржава прогресивне и либералне политичке циљеве, зарад којих даје донације преко своје Фондације за отворено друштво. Финансијски је подржавао револуције 1989. које су довеле до пада комунизма у источној Европи касних 1980-их и раних 1990-их. Основао је Средњоевропски универзитет у својој родној Мађарској. Бројни политички аналитичари наводе га као опасног „господара марионета” иза наводних глобалних завера. У јануару 2025, пред истек свог мандата, председник САД Џо Бајден одликовао је Сороса Председничком медаљом слободе.

## Биографија
Рођен је 12. августа 1930. у јеврејској породици у Будимпешти, у тадашњој Краљевини Мађарској. Мајка му је била власница млекаре, а отац адвокат. Породица је немачко-јеврејско презиме „Шварц” променила у „Сорос” како не би били мета антисемитизма. Дипломирао је филозофију на Универзитету у Лондону, где је желео да остане и ради као професор.

## Политички ставови
Финансијски подржава рад Демократске странке у Сједињеним Америчким Државама и критикује Републиканску странку. Дана 11. новембра 2003. године, у интервјуу за The Washington Post, изјавио је да је уклањање председника Џорџа В. Буша са функције „централни фокус мог живота” и „питање живота и смрти”. Рекао је да би жртвовао читаво своје богатство да победи Буша „ако то неко гарантује”. Сорос је 2017. описао Доналда Трампа као преваранта и предвидео да ће Трамп пропасти јер сматра да су Трампове идеје контрадикторне.
Критичари су га назвали антисемитом. Финансирао је бројне невладине организације које активно критикују политику Израела. Према хакованим имејловима објављеним 2016. године, његова Фондација за отворено друштво има за циљ да „оспори расистичку и антидемократску политику Израела” на међународним форумима, делом доводећи у питање репутацију Израела као демократске државе.
У Србији је финансијски подржао свргавање Слободана Милошевића путем своје Фондације за отворено друштво. У новембру 2005. је рекао: „Моје лично мишљење је да нема алтернативе осим да се Косову да независност.” Финансијски је подржао рад Републике Косово.
Више пута је критиковао председника Владе Виктора Орбана и владајућу странку Фидес у Мађарској. У октобру 2015. Сорос је критиковао Орбана и његово поступање са европском мигрантском кризом 2015: „Његов план третира заштиту националних граница као циљ, а избеглице као препреку. Наш план третира заштиту избеглица као циљ, а националне границе као препреку.”
У мају 2022. изјавио је да би инвазија Русије на Украјину могла бити почетак „трећег светског рата” и да Владимир Путин мора бити поражен „што је пре могуће”. Такође је изјавио да су „друга питања која се тичу целог човечанства — борба против пандемија и климатских промена, избегавање нуклеарног рата, одржавање глобалних институција — морала да зауставе ту борбу. Зато кажем да цивилизација можда неће преживети.”